# David Seely
David Peter Seely, 4. baron Mottistone CBE (ur. 16 grudnia 1920, zm. 24 listopada 2011) – brytyjski arystokrata, jako baron Mottistone będący parem Zjednoczonego Królestwa, Lord Lieutenant i ostatni gubernator wyspy Wight, oficer Royal Navy, przedsiębiorca i działacz charytatywny.

## Życiorys
David Peter Seely był czwartym, a pierwszym z drugiego małżeństwa, synem Johna E. B. Seely'ego, 1. barona Mottistone. Jego ojcami chrzestnymi byli Winston Churchill i Książę Walii, późniejszy król Edward VIII. W wieku 13 lat wstąpił jako kadet do szkoły Royal Navy w Dartmouth.
Podczas II wojny światowej służył między innymi pod dowództwem brytyjskiego „zabójcy U-Bootów”, Donalda MacIntyre'a na niszczycielu „Hesperus”. Uczestniczył w bitwie o Atlantyk, pościgu za Bismarckiem i akcjach na Morzu Śródziemnym. W marcu 1943 roku został pierwszym oficerem na niszczycielu eskortowym „Bazely”. Na jego pokładzie brał udział w dwóch znaczących bitwach o konwoje: ONS-206 oraz SL-140 a także operacji Neptune. We wrześniu 1944 roku rozpoczął kurs dla oficerów sygnalizacyjnych. Po jego ukończeniu odpłynął do Sydney na niszczycielu „Quickmatch”, by uczestniczyć w ostatniej fazie wojny na Pacyfiku na pokładzie lidera „Kempenfelt”, w składzie Brytyjskiej Floty Pacyfiku.
Po zakończeniu wojny pozostał w Royal Navy. W swej karierze dowodził niszczycielem „Cossack” (1958–1959) oraz fregatą „Ajax” (1963–1965). Uczestniczył w walkach przeciwko komunistycznej partyzantce w Malezji. W 1966 roku, po odziedziczeniu w związku ze śmiercią przyrodniego brata tytułu barona Mottistone, odszedł z marynarki w stopniu komandora (Captain).
W cywilu pracował w zarządach przedsiębiorstw: Radio Rentals Group, Distributive Industry Training Board oraz Cake and Biscuit Alliance. W 1984 roku został Komandorem Orderu Imperium Brytyjskiego. W latach 1986–1995 pełnił funkcję Lorda Lieutenanta wyspy Wight, 1992–1995 gubernatora wyspy. Był żeglarzem, członkiem Royal Yacht Squadron, Royal Cruising Club oraz Lords Yacht Club. Był przewodniczącym zarządu organizacji charytatywnej SANE. Żonaty od 1944 roku z Antheą McMullan, miał dwóch synów i trzy córki.